# Timbang Galung
Timbang Galung is een bestuurslaag in het regentschap Pematang Siantar van de provincie Noord-Sumatra, Indonesië. Timbang Galung telt 3053 inwoners (volkstelling 2010).